# Rhodamnia pauciovulata
Rhodamnia pauciovulata là một loài thực vật có hoa trong Họ Đào kim nương. Loài này được Guymer miêu tả khoa học đầu tiên năm 1988.